# Ibá de Ogum

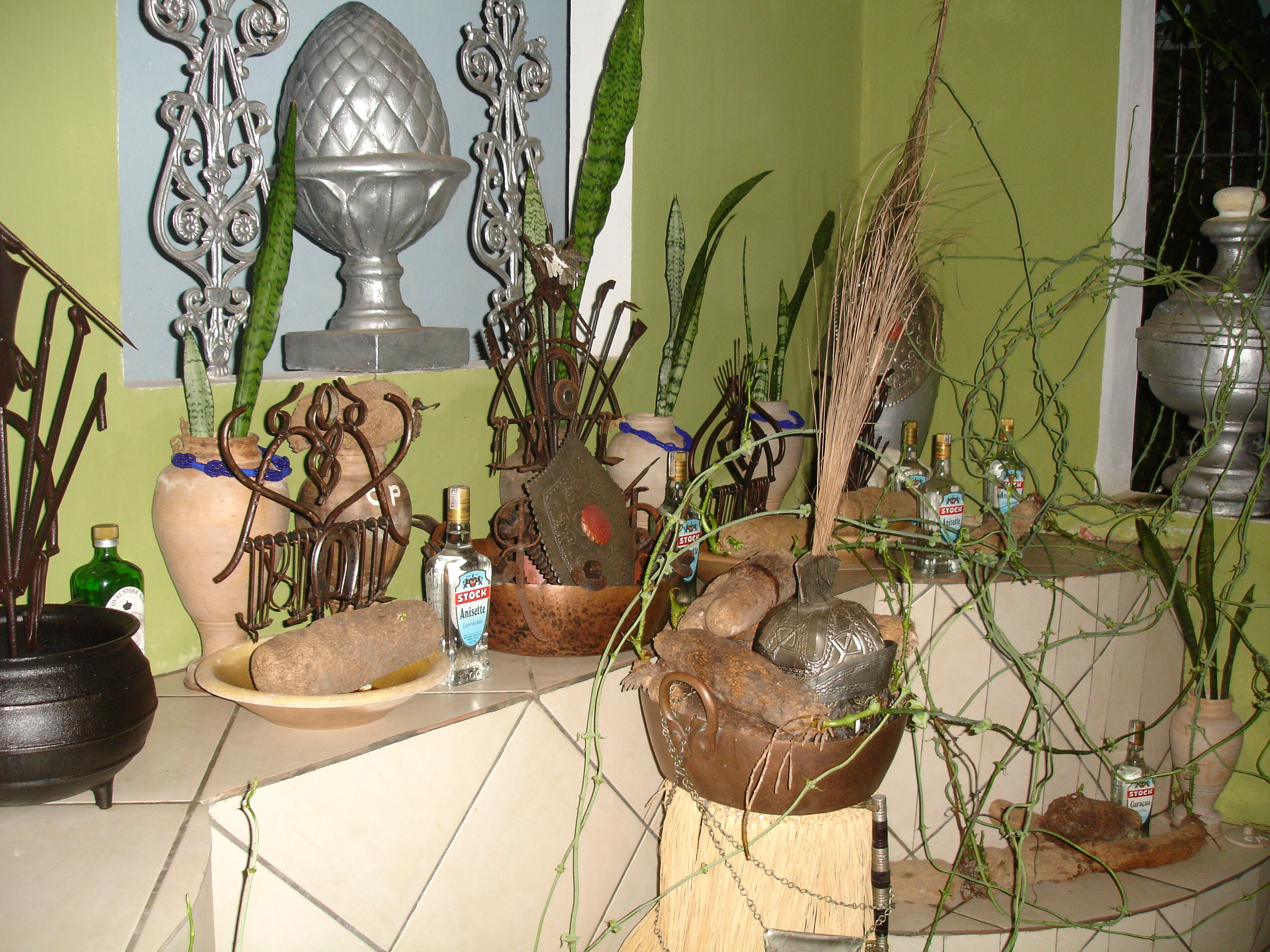
Ibá Ogum. No candomblé do Ilê Axé Ijino Ilu Oróssi

Ibá Ogum (em iorubá: igbá ògún) ou assentamento de Ogum como é chamado popularmente pelo povo de santo, são construídos de várias formas,  seguindo o mesmo princípio. As vezes são vistos em panela de ferro, alguidar, panela de barro, ou recipientes de metal como cobre, alumínio e bronze, todavia sempre com artefatos do metal ferro,(martelo, foice, espada, torquês, pá, picareta, facão), no mínimo de sete ferramentas e no máximo de vinte e uma. Justificado a mitologia iorubá como o orixá ferreiro, senhor dos metais, caminhos e da agricultura.
Na preparação de qualquer assentamento de orixá os rituais da sasanha, folha sagrada e água sagrada são imprescindíveis. Determinados assentamentos de ogum são preparados da mesma forma do ibá de Exu, embora o ato de sacralização seja diferente.